# Château et ville close de Champtoceaux
Ne doit pas être confondu avec Château de Champtocé.
Le château et la ville close de Champtoceaux sont les ruines d'un ensemble fortifié situé en France en Maine-et-Loire, détruit sur ordre de Jean V de Bretagne en 1420.
L'endroit est occupé dès le Néolithique et des traces de constructions datant de l'Empire romain y ont été retrouvées. Un castrum y est signalé au VIe siècle par Grégoire de Tours.  
Situé dans la Marche de Bretagne, Champtoceaux, alors appelé Châteauceaux, est au Xe siècle à la frontière des zones d'influence des ducs de Bretagne, des comtes d'Anjou et de ceux du Poitou. Une forteresse y est construite qui passe de nombreuses fois de mains en mains jusqu'au XVe siècle, subissant neuf sièges. 
Jean V de Bretagne y est fait prisonnier en 1420 dans le cadre d'un conflit mêlant d'une part des rivalités entre familles nobles de Bretagne, d'autre part une lutte d'influence entre le royaume de France et la Bourgogne, et enfin la guerre de Cent ans. Une fois libéré, Jean V ordonne la destruction complète de Champtoceaux. Une nouvelle ville se développe ensuite à l'est des ruines dont la réoccupation est interdite. 
Abandonnées en l'état, ces ruines sont l'objet d'études historiques à partir du XIXe siècle. William Turner en fait une peinture lors de son voyage le long de la Loire en 1826.
Devenu lieu de promenade, le site est inscrit au titre des monuments historiques en 2009.

## Historique

### Du castrum à la forteresse
Le site est mentionné pour la première fois au VIe siècle par Grégoire de Tours dans son Historia Francorum qui y signale un castrum, mais son occupation est bien plus ancienne (pierres polies et taillées retrouvées sur le site). Selon Paul Godet, l'étymologie renvoie ainsi à Castrum Celsum, traduit par Châteauceaux.
Dans son Histoire ecclésiastique de Bretagne, Gilles Deric indique que Châteauceaux aurait été christianisé au début du VIIe siècle par Saint Méen. Toutefois Robert Favreau signale que vers 560, le duc Austrapius est sacré évêque à Châteauceaux, qui devient le siège d'un évêché détaché du diocèse de Poitiers de façon éphémère.

Selon les chroniqueurs Eginhard et Frédégaire, Pepin le Bref aurait séjourné dans cette place-forte de la Marche de Bretagne qui fait face à Oudon et Ancenis,. Il y aurait en particulier été présent lors de fêtes de Pâques avec sa femme Bertrade et y aurait reçu  les ambassadeurs d'Almanzor, calife de Bagdad.

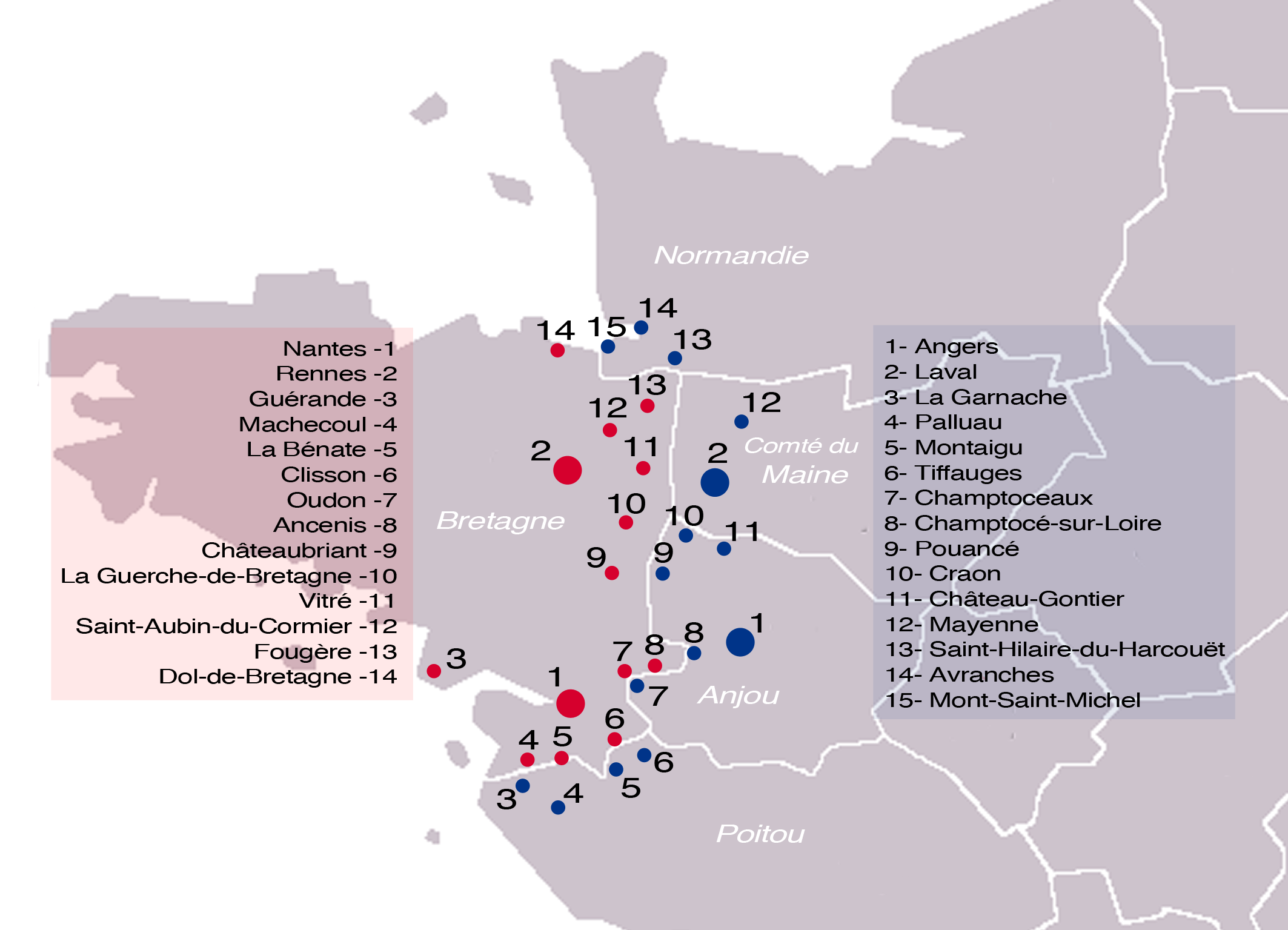
Forteresses des Marches de Bretagne

Champtoceaux est plus tard situé à la lisière des zones d'influence des ducs de Bretagne, des comtes d'Anjou et de ceux du Poitou et connaît dès le Xe siècle une histoire mouvementée. Eble Manzer, comte de Poitiers, cède la cité aux Normands qui occupent l’embouchure de la Loire. En 938, Alain Barbetorte est reconnu «Brittonum dux » après avoir chassé les Normands de la région nantaise. Guillaume Tête d’Étoupe, fils d’Eble Manzer, lui donne la cité en viager.
La forteresse apparaît à la fin du Xe siècle : en 986, Renaud de Thuringe, vicomte d’Anjou, demande l’autorisation à Guérech, comte de Nantes, d’élever une forteresse à Champtoceaux sur les ruines du castrum. Celui-ci la lui refuse, mais Renaud de Thuringe passe outre avec le soutien de Foulques Nerra.
Au milieu du XIe siècle, Champtoceaux relève de deux frères, Geoffroy et Odéric/Orry de Champtoceaux. En 1044, Geoffroy de Champtoceaux donne l’église Saint-Jean-Baptise à l’abbaye de Marmoutier qui en fait un prieuré, dotation confirmée par le comte d’Anjou, Geoffroy Martel, preuve que Champtoceaux est sorti de la sphère d’influence des comtes de Nantes.
Vers 1060 la cité a pour seigneur Thibaud de Jarzé, gendre d'Orry de Champtoceaux. Par le remariage de sa petite fille Narmaise de Jarzé, Champtoceaux passe au XIIe siècle dans les mains des Crespin, famille d’origine normande liée à la cour d’Angleterre,. La cité se trouve alors mêlée aux luttes entre Plantagenêts et Capétiens.

### Une cité qui passe de mains en mains
Champtoceaux subit  neuf sièges du XIIe au XVe siècle et change fréquemment de mains. Le premier siège subit par la forteresse daterait de 1141, dans le cadre d'une révolte des vassaux en Anjou et Normandie contre Geoffroy Plantagenet qui assiège et prend Champtoceaux, selon les Annales de Saint Aubin et de Saint Serge.  
Elle est détruite une première fois en 1172 par Maurice de Craon, sénéchal d’Henri II Plantagenêt lorsque trois des fils de celui-ci se révoltent contre leur père, soutenus par les Angevins et les Nantais. La forteresse est reconstruite par Geoffroy Crespin. Le Moulin-Pendu est édifié au siècle suivant sur la Loire, en contrebas du site fortifié, cette construction ayant vraisemblablement également servi de lieu d'octroi sur le fleuve.

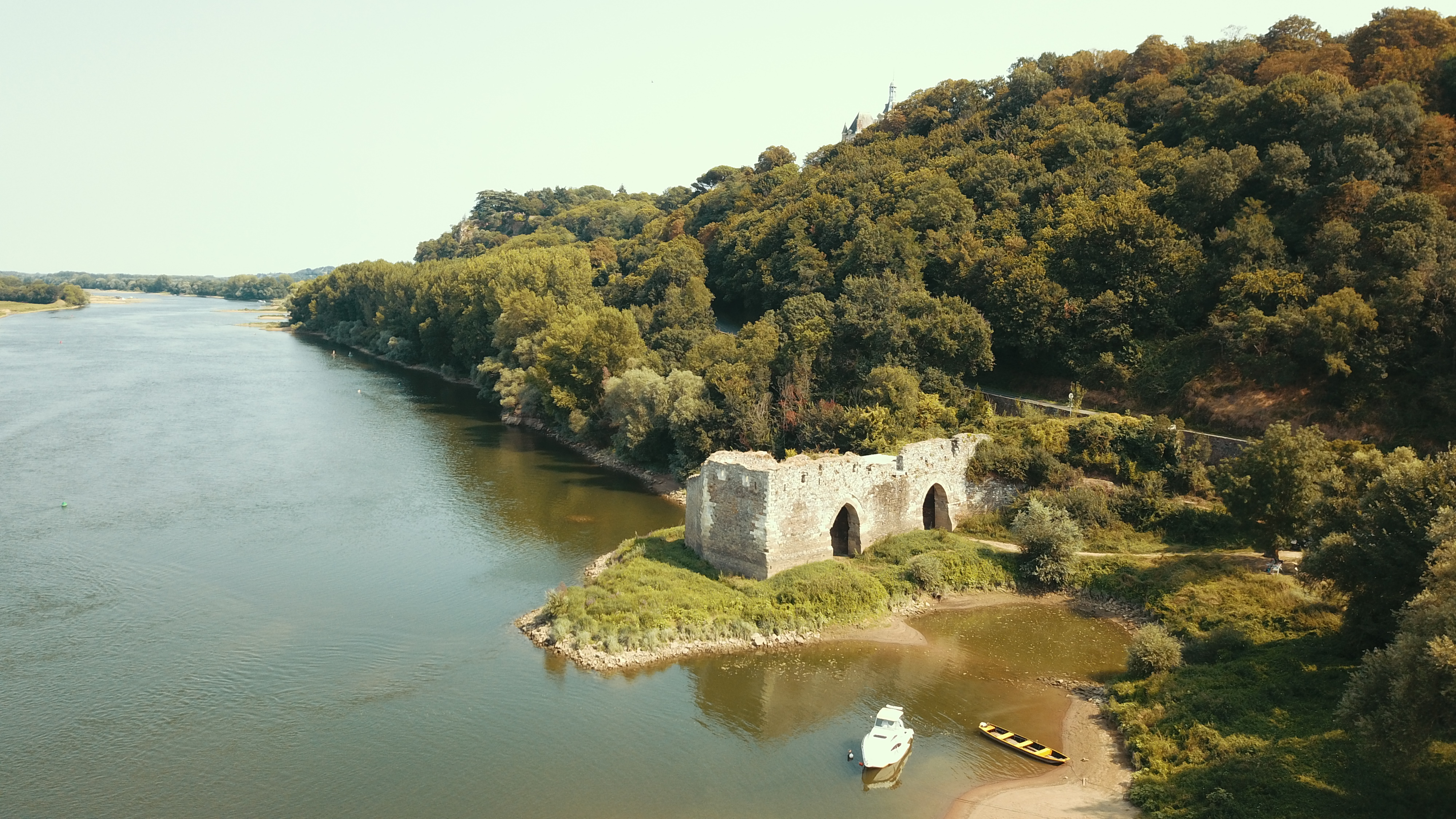
Site du Moulin-Pendu au pied de la citadelle de Champtoceaux (photographie prise en 2018).

En 1203, Champtoceaux passe dans les mains françaises lorsque Philippe-Auguste s’empare des possessions continentales de Jean sans Terre pour le punir du meurtre de son neveu Arthur Ier de Bretagne. Trois ans plus tard, à la suite du débarquement de Jean sans Terre à La Rochelle pour reconquérir ses terres, Thibaud Crespin, seigneur de Champtoceaux, se joint à lui. Champtoceaux est repris par Jean sans Terre qui ne peut s’y maintenir. En 1214, selon le chroniqueur Guillaume le Breton, Jean sans Terre reprend une nouvelle fois Champtoceaux, mais la ville est reconquise par le roi de France la même année. Jean sans Terre abandonne et Thibaut Crespin jure fidélité au roi de France.
Thibaud Crespin se comporte cependant en brigand, pillant, rançonnant les marchands qui passent sur la Loire au pied de sa forteresse. Il se révolte avec les barons poitevins contre le roi Louis VIII. Pierre 1er de Bretagne, allié du roi, assiège Champtoceaux et Thibaud Crespin se rend le 21 septembre 1224 puis s’exile en Angleterre. Le roi donne la ville au duc de Bretagne en remerciement, mais elle demeure dans le comté d’Anjou. Les habitants sont exempts de la gabelle, privilège qu’ils conserveront jusqu’à la Révolution. Pierre 1er renforce les défenses de la place forte.
Cinq ans plus tard, profitant de la jeunesse du roi de France Louis IX qui n'a que quinze ans, il prête hommage au roi d’Angleterre Henri III et s’allie à lui pour reprendre les provinces confisquées aux Plantagenêts. Selon la chronique de Guillaume de Nangis, Louis IX prend la tête de ses armées. Il met le siège devant Champtoceaux, qui capitule. Mais Pierre 1er reprend la ville dès le ban de l’armée française levé. En 1234 a lieu une nouvelle campagne du roi de France, conclue par nouvelle reddition de la place forte.
La guerre de Succession de Bretagne (1341-1364) voit les familles Monfort (soutenue par les Anglais) et Penthièvre (soutenue par les Français) se disputer la couronne ducale. En 1341, le parti français s'empare de la forteresse. La ville change plusieurs fois de main durant le conflit : en 1367, selon les dispositions du traité de Guérande qui met fin à la guerre de Succession de Bretagne, le comte d’Anjou remet la place forte à Jean IV, duc de Bretagne, fils de Jean de Montfort. En 1373, Jean IV doit fuir en Angleterre à la suite d'un soulèvement général. Charles V en profite pour faire entrer ses troupes dans le Duché sous le commandement de Bertrand du Guesclin. Les places fortes du duché, dont Champtoceaux, s'ouvrent devant lui.
En 1377, Champtoceaux est rendu au comte d’Anjou mais le second traité de Guérande (1380) rend la ville au duc de Bretagne. En 1390, la citadelle est vendue à Olivier de Clisson.

### Destruction ordonnée par Jean V de Bretagne
L'événement décisif de l'histoire de ce lieu a lieu en 1420. Le duc Jean V ainsi que son frère le comte d'Étampes sont invités à Champtoceaux par Marguerite de Clisson, comtesse douairière de Penthièvre, pour y fêter la Saint-Valentin et sceller enfin la réconciliation entre les Penthièvre et les Montfort. L'inimitié entre les deux familles est ancienne (guerre de Succession de Bretagne). Malgré le traité de Guérande, qui a fixé les règles de succession, la famille de Penthièvre n’a pas renoncé à ses prétentions sur le duché. Les deux fils aînés de Marguerite de Clisson servent dans l'armée du Dauphin, (futur Charles VII). Jean V ayant rallié les Bourguignons, le dauphin aurait promis la couronne ducale aux Penthièvre s'ils s'emparaient du duc,. Le 14 février, Jean V est fait prisonnier par Olivier et Charles de Blois, fils de la comtesse. Il est emprisonné dans le second donjon du château, dit Tour du Diable, et menacé de mort.

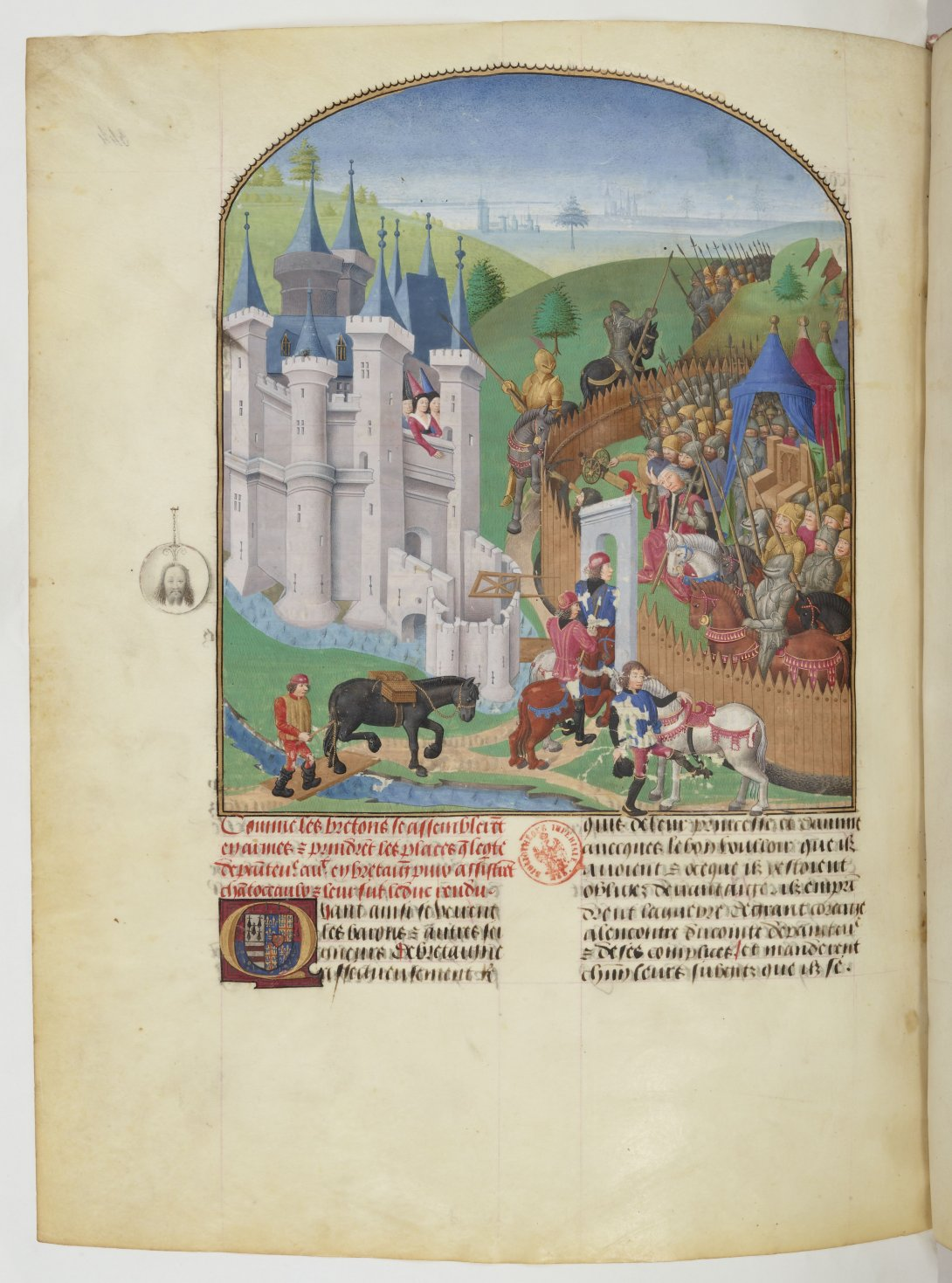
Siège de Champtoceaux (miniature réalisée vers 1480).

La réaction en Bretagne est forte : le duché fait corps autour de la duchesse Jeanne de France. Selon Paul Godet, une armée de 50 000 hommes est mobilisée. Cette armée, soutenue par des troupes anglaises, réduit une à une les places fortes des Penthièvre puis assiège Champtoceaux fin mai, soumettant la ville à un tir d'artillerie incessant. Le duc, déplacé à Clisson, est relâché le 5 juillet et la forteresse se rend. Le parlement de Bretagne ordonne la confiscation de tous les biens de la famille de Penthièvre, lesquels sont annexés au domaine ducal. Jean V ordonne la destruction de la ville fortifiée « jusqu’à la pleine terre », maisons, églises et murailles. Les habitants ont trois jours pour quitter les lieux. L'entreprise de démolition s'étale sur dix ans, Champtoceaux ayant à l'époque une superficie deux fois plus importante que celle de Carcassonne.
En 1826, William Turner réalise plusieurs dessins et aquarelles représentant les ruines de Champtoceaux et le Moulin-Pendu lors de son voyage sur la Loire,.

### Évolution du site

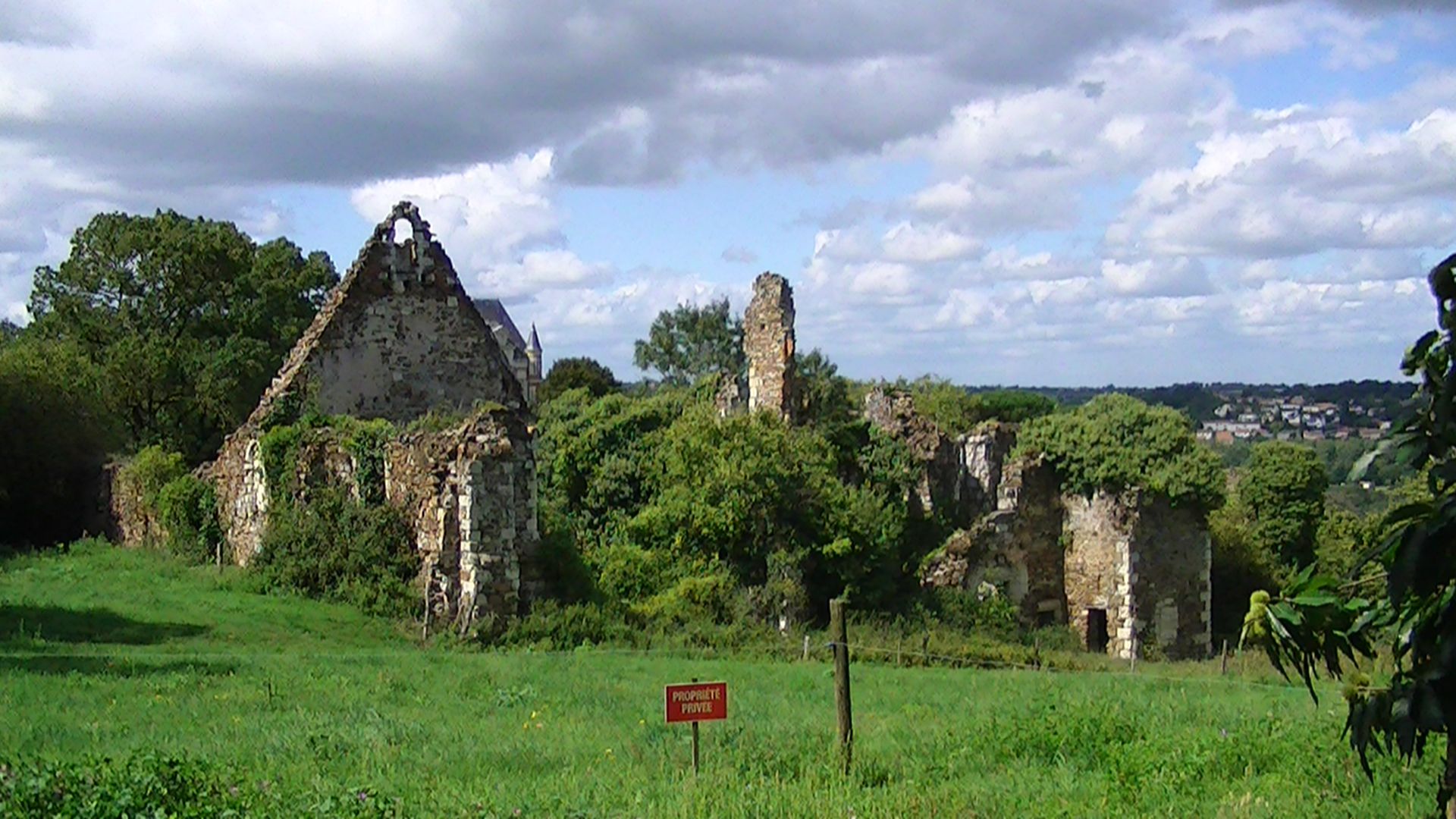
Ruines du Prieuré Saint Jean-Baptiste (2011).

La ville de Champtoceaux renaît à partir de 1431 au sud-est de l’ancien site fortifié qui reste globalement inoccupé, sur la circonvallation des assiégeants de 1420. 
Son histoire est encore instable : Jean V donne la place à son maréchal de Bretagne Berrand de Dinan, mais René d'Anjou (fils cadet de Louis II) s'empare des revenus seigneuriaux de 1444 à 1474, prétendant ainsi recouvrer les anciens droits des Anjou. Finalement Louis XI, héritier des Anjou par sa mère Marie, met la main sur Champtoceaux et la restitue aux Penthièvre (Nicole, nièce d'Olivier de Blois-Penthièvre et petite-fille de Margot de Clisson, et son mari Jean de Brosse de Boussac) en 1480. Les Penthièvre cèdent finalement la cité au connétable de Montmorency. À la suite d'un mariage, elle échoit aux princes de Condé qui en gardent le contrôle jusqu'à la Révolution. Le prieuré Saint Jean-Baptiste qui avait été reconstruit est alors détruit.
Au XVIIIe siècle, Champtoceaux est rattaché à l'Évêché de Nantes mais est régie par un sénéchal ressortant du présidial d'Angers.
Un château, celui de la Colinière, est construit au XIXe siècle au nord de l'ancienne basse-cour. À la même époque, le châtelet situé à l'est de la citadelle médiévale est reconstruit dans un style néo-gothique inapproprié. Il constitue aujourd'hui l'entrée du parc du château.
Partiellement classées aux monuments historiques en 2009 alors que le Moulin-pendu l'est depuis 1975, les ruines de la citadelle de Champtoceaux sont devenues un lieu de promenade .

## Description des vestiges
(avril 2024).

La particularité du site de Champtoceaux est d'avoir préservé les restes d'une ville close et d'un château médiévaux en l'état après leur destruction, si bien que très peu d'occupations et reconstructions ultérieures ont perturbé les vestiges archéologiques. L'ancienne ville close et les ruines du château occupent une superficie d'une vingtaine d'hectares.

Vestiges du château-fort de Champtoceaux
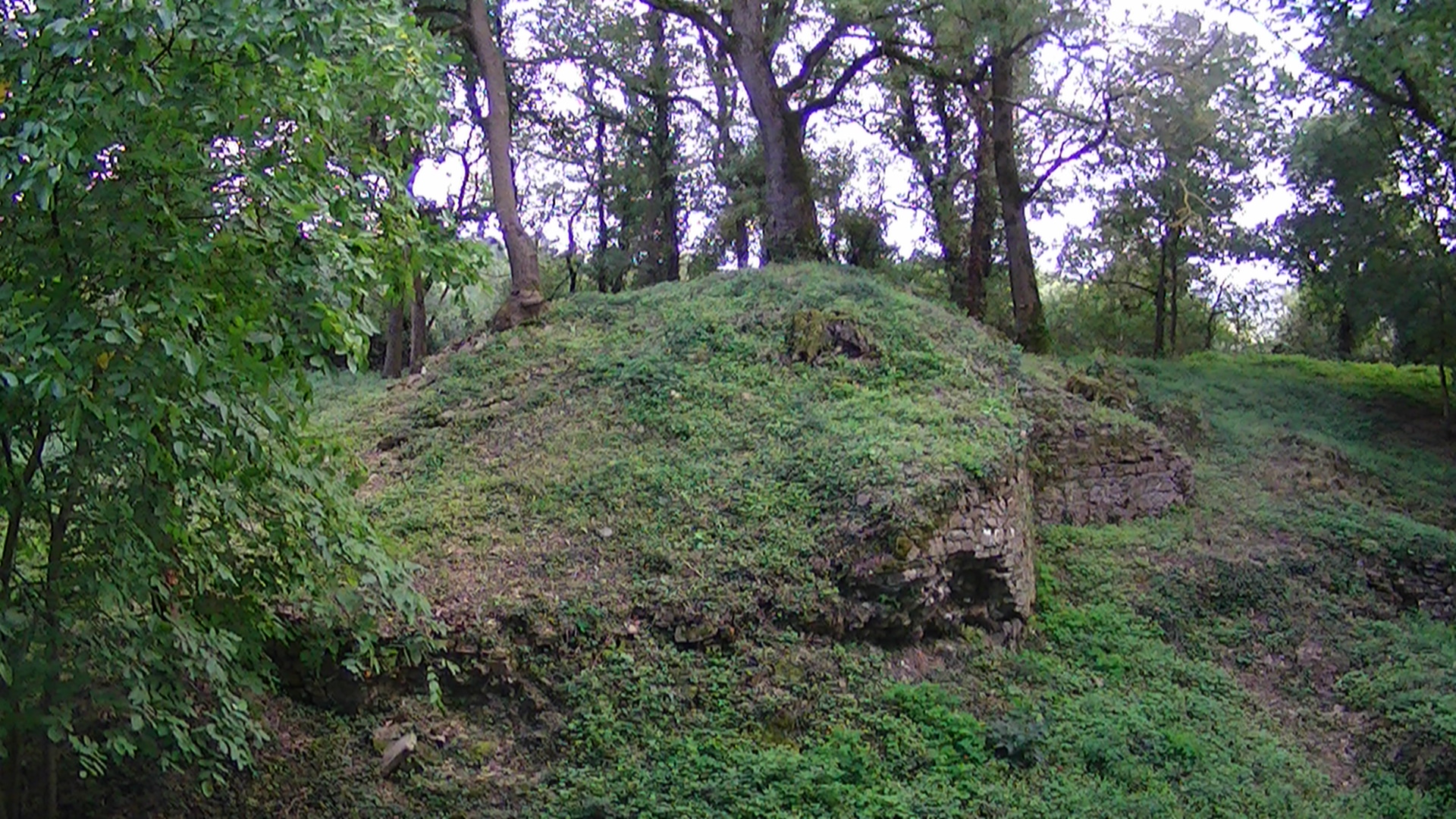
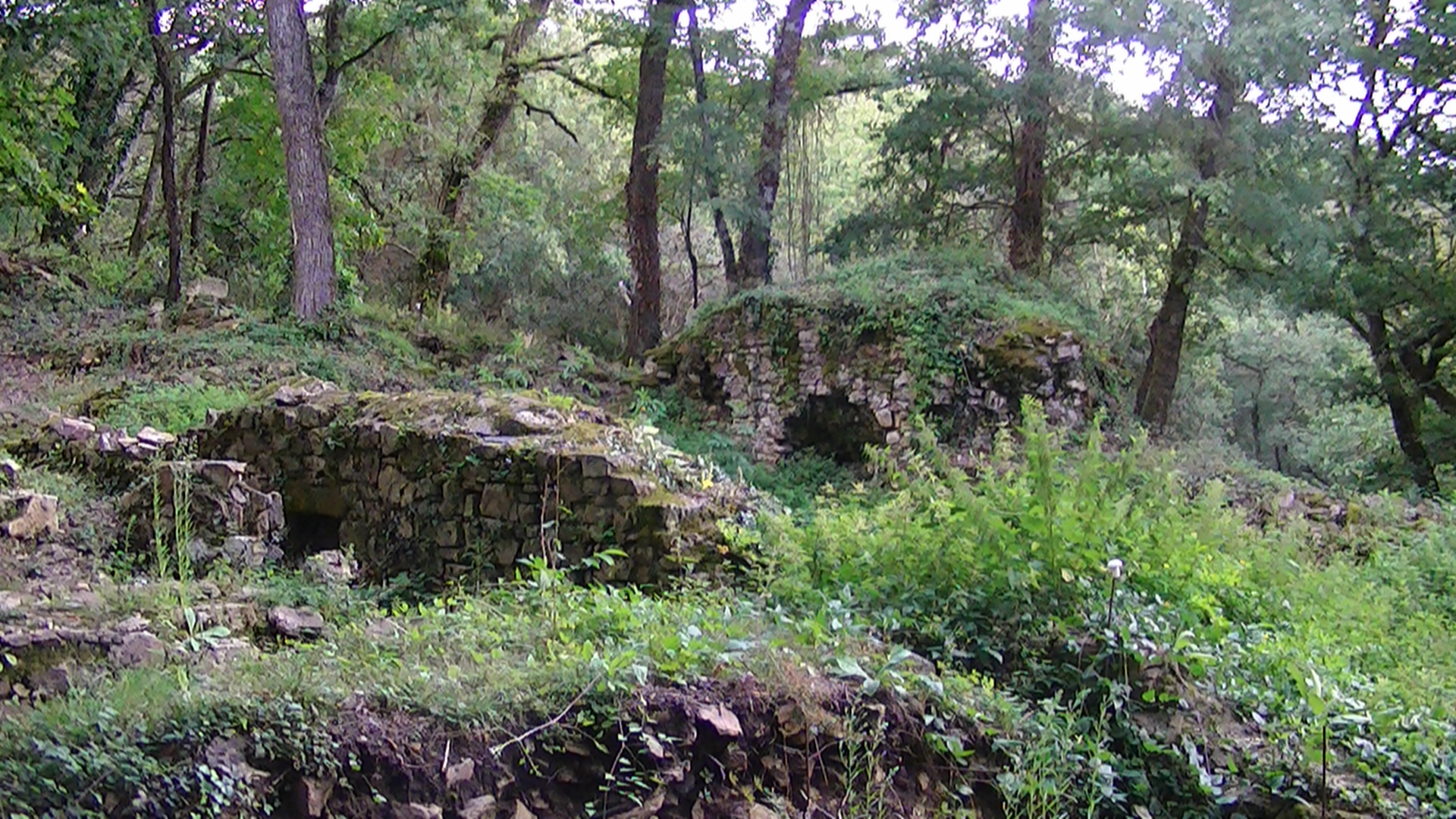
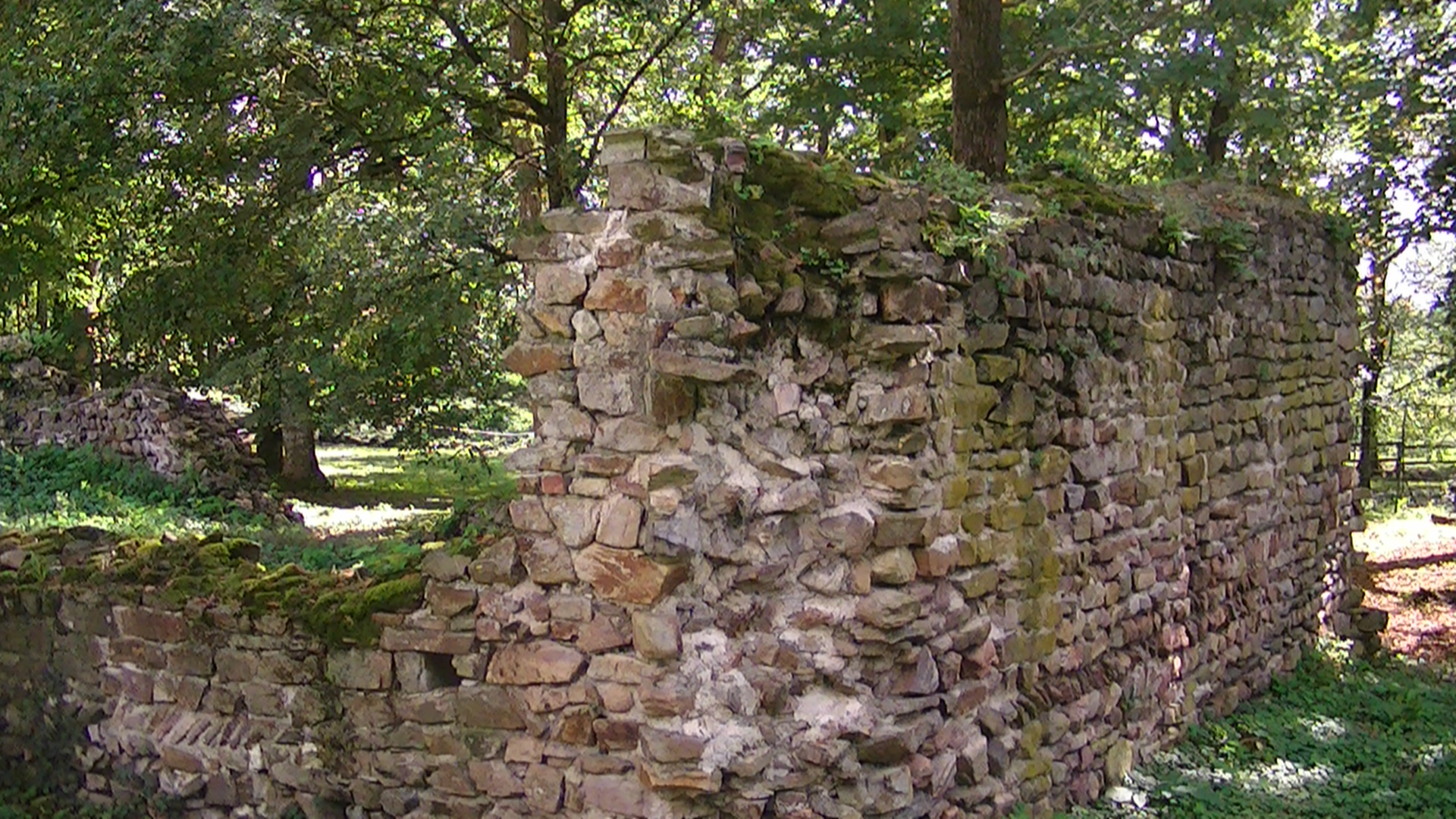
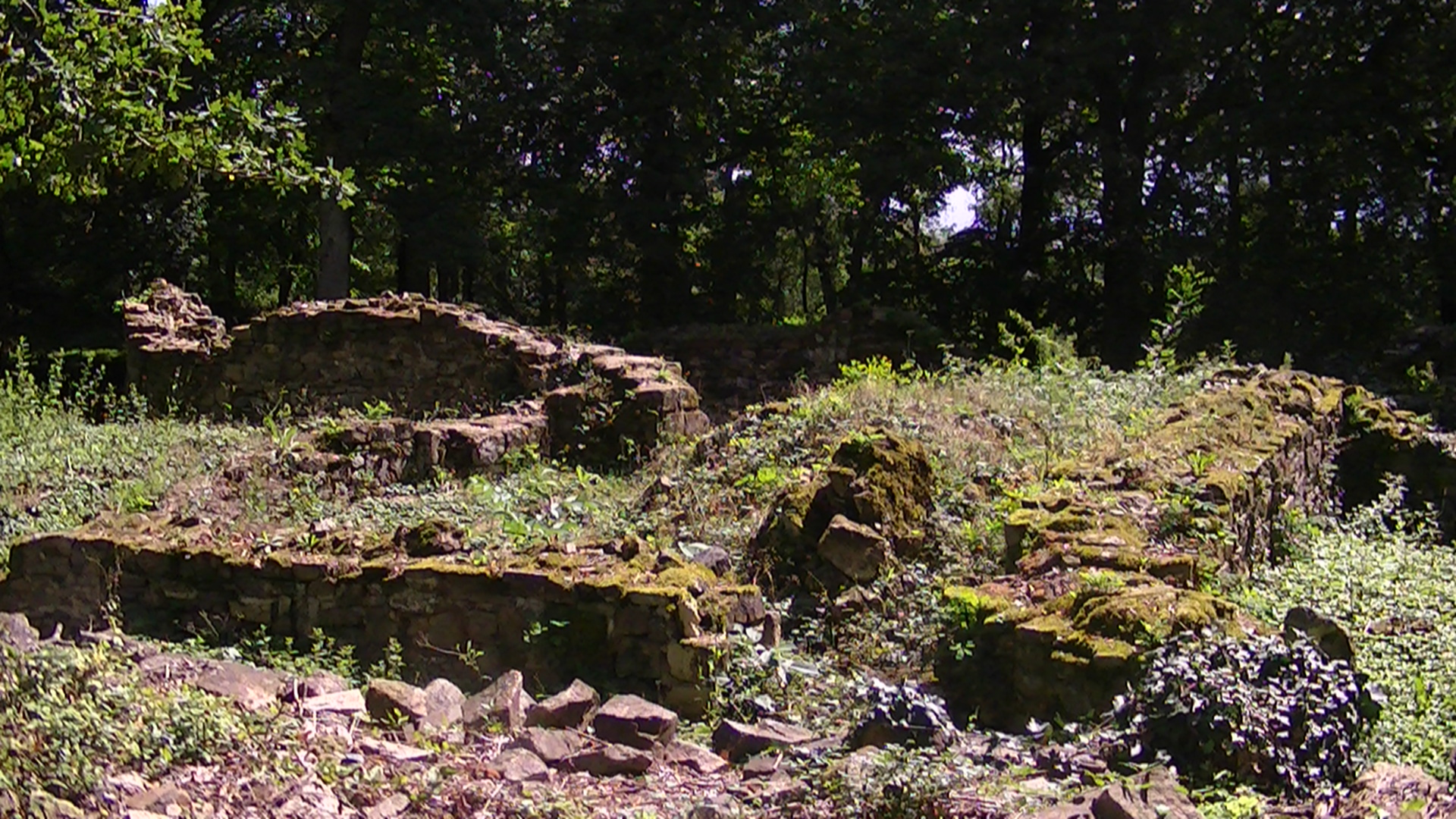

Le site est bordé au nord par la Loire et au Sud par le ruisseau du Voinard. Selon les descriptions anciennes, celui-ci devait alimenter un étang qui bordait la forteresse au sud. C'est un site facile à défendre : seul l'est du plateau est dépourvu de défenses naturelles. De ce côté, il se prolonge en pente douce vers le site de la ville actuelle, alors que les autres côtés présentent un fort escarpement (jusqu'à 70 mètres de déclivité), le flanc nord étant le plus abrupt. Un fossé important avait été creusé au pied des murailles à l'est, au sud et sud-ouest.
Le sommet de la colline est divisé en trois enclos entourés de remparts (2300 mètres environ de murailles et 14 tours). A l'est, le bourg castral occupe environ 9,5 hectares. À son extrémité ouest, il est séparé par un double fossé de la bayle ou basse-cour (1,2 ha). Après un nouveau fossé, l'ouest de l'éperon est occupé par le château (1,33 ha).
L'ensemble, fortement ruiné, est noyé sous la végétation et ne conserve aucune trace de ses couronnements défensifs, ce qui rend la datation des vestiges difficile.

### Le château
Le château communique avec la bayle par un châtelet d'entrée à deux tours situé à l'angle nord-est. Une pile de support de pont se trouve encore au milieu du fossé. Le rempart est conservé jusqu'à deux mètres de haut sur la face nord. Il est réduit aux arases sur les autres côtés.
Deux mottes se trouvent dans le périmètre défensif du château. La plus importante, au nord-est, porte les vestiges d'une forte tour et des traces de remparts. La seconde, à l'extrémité ouest de l'éperon, est séparée du reste du château par un fossé et porte les fondations d'un donjon.
On trouve également les vestiges de la chapelle castrale Saint-Pierre, de deux bâtiments, un à l'est et un au sud, d'un escalier menant au donjon et d'une citerne. Il existe un souterrain ouvrant à la surface par deux fontis et dont l'importance n'a pu être déterminée au vu des risques d'éboulement.

### La Bayle ou basse-cour
La basse-cour est en pente et plus basse que le plateau occupé autrefois par la ville, dont elle est séparée par un double fossé dont le talus central porte des restes de maçonnerie. Il reste la base des deux tours du châtelet d'entrée vers la ville, au nord.

### Le bourg castral
La porte donnant côté ville est l'élément le plus visible de la forteresse, mais ne lui rend pas justice : elle ne conserve rien de ses dispositions d'origine en dehors de ses fondations, ayant été reconstruite de façon totalement fantaisiste et peu crédible.
Sur les cadastres anciens, un chemin existait sur le flanc sud-ouest de la colline, correspondant peut-être à une autre porte d'accès au bourg ou à la bayle.
Sur les faces est et sud, le rempart est conservé jusqu'à 5 mètres de haut. Il est plus difficile à discerner sur la face nord.
Une motte entourée d'un fossé partiellement comblé se dresse à l'ouest du plateau, près du fossé de la bayle.
Le Château de la Colinière a été édifié au XVIIe siècle et remanié au XIXe siècle avec l'ajout d'un pavillon central portant un belvédère.
Près du château, il existe une cavité voûtée sur une quinzaine de mètres, qui se prolonge par trois petites chambres.
Situé au nord-est de l'esplanade, l'ancien prieuré Saint Jean-Baptiste, relevé après le siège de 1420, présente d'importants vestiges semblant dater de la fin du XVe siècle ou du début du XVIe.
On sait qu'il existait également une église paroissiale vouée à Sainte-Madeleine que l'abbé Boutin situait entre la motte et le fossé de la bayle sur son plan de 1913.